# محمدرضا پورشیرمحمد
محمدرضا پورشیرمحمد (زاده ۲۸ آبان ۱۳۷۵ در تهران) موای‌تای کار اهل ایران است.  وی در سال ۲۰۱۹ در امارات توانست مقام قهرمانی آسیا و مدال طلا را کسب کند.